# Jade Howard
Jade Howard, född 3 april 1995, är en zambisk simmare. 
Howard tävlade för Zambia vid olympiska sommarspelen 2012 i London, där hon blev utslagen i försöksheatet på 100 meter frisim. Vid olympiska sommarspelen 2016 i Rio de Janeiro blev Howard utslagen i försöksheatet på samma distans.